# مقاطعة أستراخان
مقاطعة أستراخان هي إحدى الكيانات الفدرالية في روسيا. وتحوي المدن والقرى التالية: أختوبينسك، أستراخان، كاميزياك، خارابالي،ناريمانوف، زنامينسك.